# بیبلیس
بیبلیس (به آلمانی: Biblis) یک منطقهٔ مسکونی در آلمان است که در برگ‌شتراسه واقع شده‌است. بیبلیس ۸٬۸۱۴ نفر جمعیت دارد.

## خواهرخوانده
شهرهای Gravelines، نیتناو و Kąty Wrocławskie خواهرخوانده‌های بیبلیس هستند.